# Младен Палац
Младен Палач (хорв. Mladen Palac; 18 лютого 1971, Доньї Мамічі в Боснії і Герцеговині) — хорватський шахіст i шаховий тренер (Тренер ФІДЕ від 2005), гросмейстер від 1993 року.

## Шахова кар'єра
До когорти провідних хорватських шахістів належить від середини 1990-х років. Неодноразово брав участь у фіналах індивідуальних чемпіонатів країни, тричі (2001, 2004, 2008) вигравав золоту медаль. 2006 року здобув у Каннах бронзову нагороду чемпіонату Європи з бліцу.
Має численні успіхи на міжнародній арені, виграв чи поділив 1-ше місце, зокрема в:
- Шартрі (1990),
- Хартбергу (1991, поділив 1-ше місце в разом із, зокрема, Міланом Вукічем, Томасом Ернстом i Олександром Бабуриним),
- Борово (1991),
- Граці (1995, разом із Даршаном Кумараном),
- Задарі — двічі (1996, 1999),
- Каннах (1996, разом із, зокрема, Владиславом Ткачовим, Йосипом Дорфманом, Меттью Садлером, Драженом Сермеком, Джозефом Галлахером i Міодрагом Тодорчевичем),
- Білі (1998),
- Пулі (1998, разом із Олегом Романишиним, Олександром Делчевим i Мішо Цебало),
- Лісабоні (2000, разом із Еріком Ван Дер Дулом, Ільдаром Ібрагімовим i Леньєром Домінгесом),
- Парижі (2000, разом із, зокрема, Ігорем Глеком, Жоелем Лотьє, Андрієм Щекачовим i Зігурдсом Ланкою),
- Пулі (2000, разом з Мішо Цебало i Зденко Кожулом),
- Оберварті (2001, разом із, зокрема, В'ячеславом Ейнгорном, Робертом Зелчичем, Михайлом Улибіним, Огненом Цвітаном i Володимиром Добровим),
- Кап д'Агде (2002, разом із, зокрема, Сірілом Марселіном, Робером Фонтеном, Вадимом Малахатьком i Михайлом Бродським),
- Реджо-Емілії (2002/03, разом з Жаном-Люком Шабаноном),
- Каннах (2003, разом із зокрема Фрісо Нейбуром, Крістіаном Бауером, Мілко Попчевим i Кімом Пілгаардом),
- Кап д'Агде (2003, разом з Ігорем Міладіновичем),
- Любляні (2004, разом з Робертом Зелчичем, Іваном Іванішевичем, Бояном Кураїцою, Янцем Барле i Зденко Кожулом),
- Каннах (2004, разом із Сіменом Агдестейном),
- Мантоні (2004),
- Каннах (2006, разом з Робертом Зелчичем, Фаб'єном Лібішевскі i Міхеїлом Кекелідзе),
- Кап д'Агде (2006, разом з Гораном Діздарем i Ентоні Костеном)[2],
- Женеві (2007, разом із, зокрема, Михайлом Стояновичем i Крістіаном Бауером),
- Оберварті (2008, разом із зокрема Давитом Шенгелією, Давидом Арутіняном, Робертом Рабігою i Імре Херою),
- Загребі (2008, разом з Робертом Зелчичем i Анте Сарічем),
- Дубровнику (2008),
- Шварцаху (2008, разом з Робертом Зелчичем i Зораном Йовановичем),
- Кап д'Агде (2008).

Неодноразово представляв Хорватію на командних змаганнях, зокрема:
- п'ять разів на шахових олімпіадах (1996, 2006, 2008, 2010, 2012)[3],
- на командному чемпіонаті світу (1997)[4]
- шість разів на командних чемпіонатах Європи (1997, 1999, 2005, 2007, 2011, 2013); триразовий медаліст: в особистому заліку — двічі золотий (1997 — на 3-й шахівниці, 2005 — на 2-й шахівниці) i бронзовий (1999 — на 2-й шахівниці)[5]

Найвищий рейтинг Ело дотепер мав станом на 1 липня 1999 року, досягнувши 2610 пунктів ділив тоді 65-66-те місце в світовій класифікації ФІДЕ (разом з Ларрі Крістіансеном), водночас посідав 2-ге місце серед хорватських шахістів (позаду Зденко Кожула).

## Зміни рейтингу
| На цьому місці має відображатися графік чи діаграма, однак з технічних причин його відображення наразі вимкнено. Будь ласка, не видаляйте код, який викликає це повідомлення. Розробники вже працюють для того, щоби відновити штатне функціонування цього графіка або діаграми. | |
| | На цьому місці має відображатися графік чи діаграма, однак з технічних причин його відображення наразі вимкнено. Будь ласка, не видаляйте код, який викликає це повідомлення. Розробники вже працюють для того, щоби відновити штатне функціонування цього графіка або діаграми. |